# Раух, Франтишек
Франтишек Раух (чеш. František Rauch; 4 февраля 1910, Пльзень — 23 сентября 1996) — чешский пианист.

## Биография
Сын владельца фортепианного магазина, окончил одновременно школу коммерции в Пльзене и Пражскую консерваторию, где среди его педагогов были пианисты Карел Хофмайстер и Эмиль Микелка и композитор Витезслав Новак, чьи сочинения в дальнейшем составляли важную часть репертуара Рауха. Затем занимался открытием филиала известной фабрики музыкальных инструментов August Förster в городе Йиржиков. Лишь в 23 года начал карьеру профессионального музыканта. Был известен, прежде всего, как исполнитель Шопена, возглавлял чехословацкое Шопеновское общество. За исполнение произведений Роберта Шумана был удостоен Премии Роберта Шумана (1979). Записал около 60 дисков. С 1939 г. преподавал в Пражской консерватории, а затем и в Академии музыкального искусства, среди его учеников, в частности, Петр Эбен, Валентина Каменикова, Иван Клански.